# Huron County, Ohio
Huron County är ett administrativt område i delstaten Ohio, USA. År 2010 hade countyt 59 626 invånare. Den administrativa huvudorten (county seat) är Norwalk. 

## Geografi
Enligt United States Census Bureau så har countyt en total area på 1 282 km². 1 277 km² av den arean är land och 5 km² är vatten.    

### Angränsande countyn
- Erie County - nord
- Lorain County - öst
- Ashland County - sydost
- Richland County - syd
- Crawford County - sydväst
- Seneca County - väst
- Sandusky County - nordväst